# دنیل دومینیک همیلتون
دنیل دومینیک همیلتون (انگلیسی: Daniel Hamilton؛ زادهٔ ۸ اوت ۱۹۹۵) بازیکن بسکتبال اهل ایالات متحده آمریکا است.